# Luise Rainer

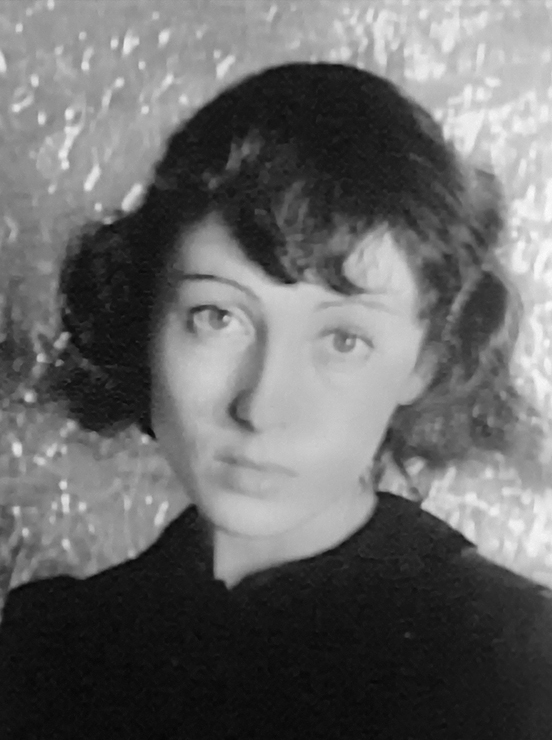
Luise Rainer

Luise Rainer (n. 12 ianuarie 1910, Düsseldorf, Germania - d. 30 decembrie 2014, Londra, Regatul Unit) a fost o actriță de film britanică, evreică originară din Germania, dublă laureată a premiului Oscar.
A crescut în Munchen, în Elveția și Viena și a devenit actriță în comapnia lui Max Reinhardt.

## Filmografie selectivă
- 1937 Marele Ziegfeld, regia Robert Z. Leonard
- 1938 Valsul nemuritor	(The Great Waltz), regia Julien Duvivier
- 1938 The Good Earth, reegia Sidney Franklin
- 1938 Frou-Frou (They Toy Wife), regia Richard Thorpe

## Premii
Oscar
- 1937 Cea mai bună actriță pentru Marele Ziegfeld, de Robert Z. Leonard
- 1938 Cea mai bună actriță pentru The Good Earth, de Sidney Franklin